# Underground Railroad

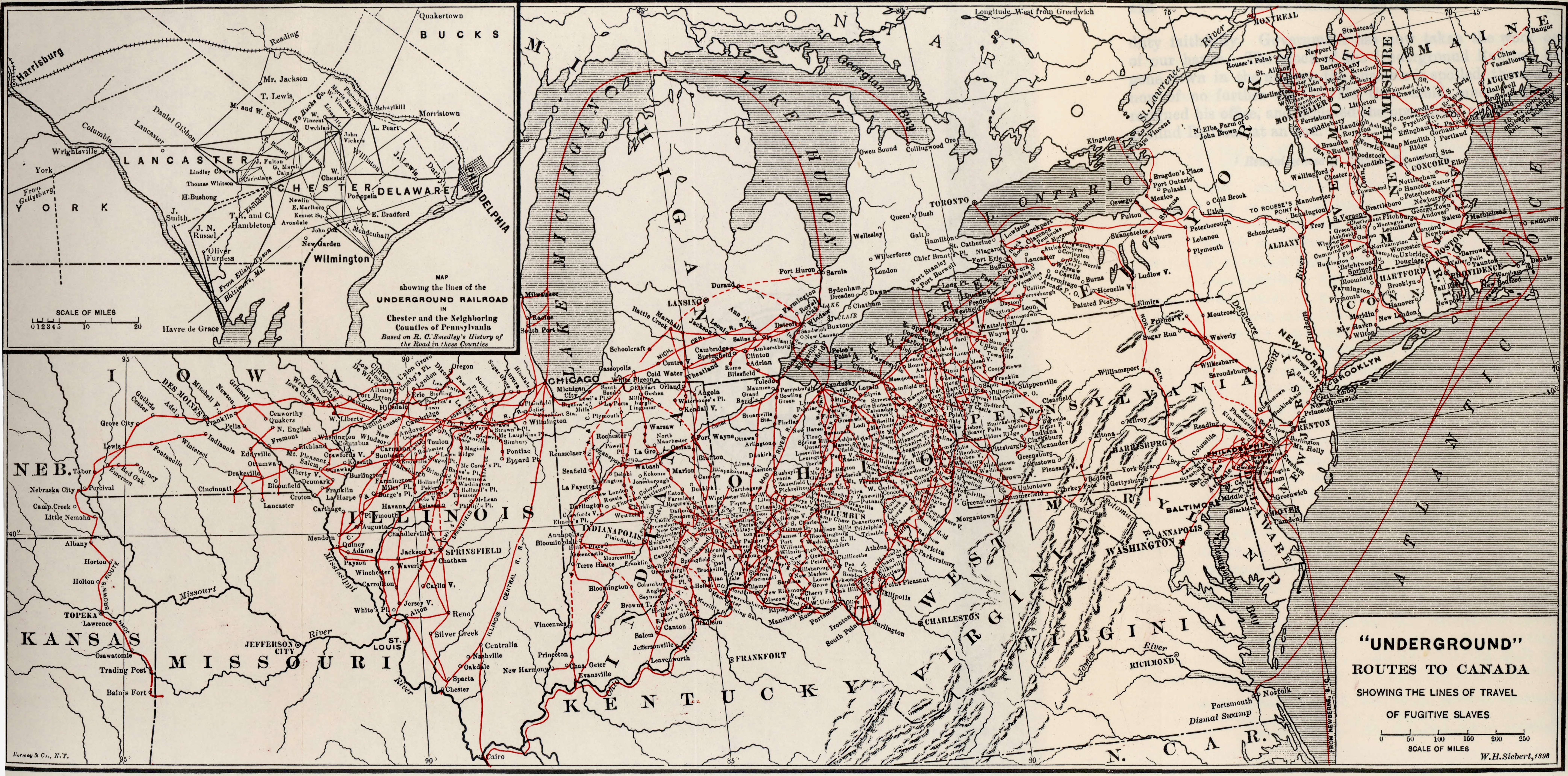
Mapa de algumas rotas do underground railroad

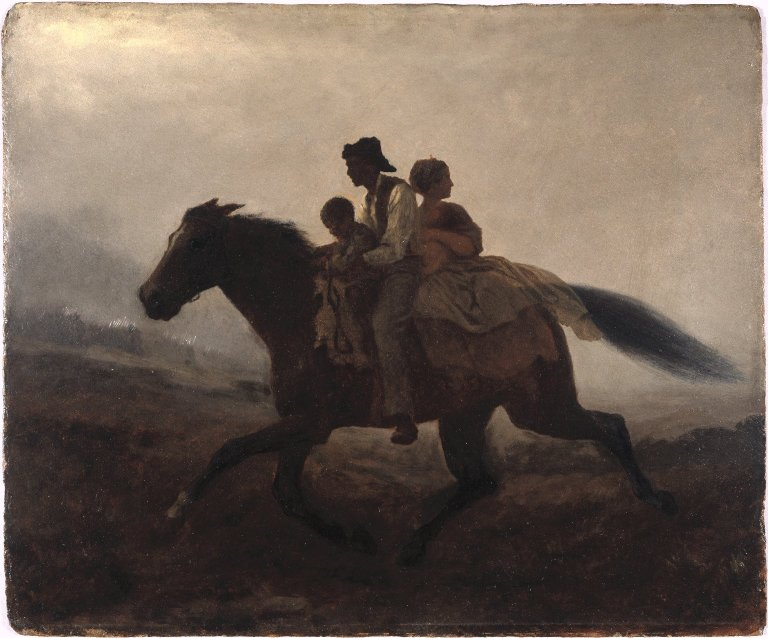
A Ride for Liberty – The Fugitive Slaves, pintura a óleo de Eastman Johnson

O Underground Railroad foi uma rede secreta de rotas e esconderijos estabelecida nos Estados Unidos em meados do século XIX e era utilizada por afro-americanos escravizados para escapar em direção aos estados livres (especialmente no norte) ou para o Canadá. O esquema era apoiado por abolicionistas e outras pessoas simpáticas a causa dos escravos fugitivos.
Não literalmente, mas metaforicamente, uma ferrovia ("railroad"), os escravos que arriscavam escapar e aqueles que os ajudavam também eram chamados coletivamente de "Underground Railroad". Várias rotas levavam ao México, onde a escravidão era ilegal, ou para outros países. Uma rota de fuga anterior indo para o sul em direção a Flórida, então posse da Espanha, existia do século XVII até pelo menos 1790 (a Flórida foi anexada pelos Estados Unidos em 1822 e a escravidão foi feita legal lá). Contudo, a rede de rotas de fuga que ficou realmente conhecida como Underground Railroad foi formada apenas no final do século XVIII e começo do XIX. Correndo especialmente nos estados de fronteira entre o norte e o sul e cresceu sistematicamente até o começo da guerra civil. Era uma rota perigosa, com patrulhas de fronteira e caçadores de escravos fugitivos espreitando nas rotas principais. Estima-se que do final do século XVIII até 1850, cerca de 100 000 escravos fugiram utilizando a "Railroad".
A América do Norte Britânica (atual Canadá) era um dos destinos mais desejáveis, já que suas vastas fronteiras possibilitavam várias rotas e era longe o suficiente para desencorajar os caçadores de escravos ou para ficar longe do alcance das autoridades dos Estados Unidos, especialmente após a passagem do Fugitive Slave Act ("Lei do Escravo Fugitivo"). A maioria dos ex-escravos, que chegavam no Canadá atravessando os lagos Ontário e Erie via barco, se assentavam na cidade de Ontário. Mais de 30 000 pessoas teriam escapado por esta rota num período de 20 anos, no seu auge, embora números de um censo estime que teriam sido no máximo 6 000 escravos que fugiram. Numerosas histórias de fugitivos estão documentadas no livro The Underground Railroad Records, de 1872, do autor William Still, um abolicionista que era líder do grupo Vigilance Committee da Filadélfia.
A Underground Railroad em tradução livre é "ferrovia subterrânea", mas as rotas de fuga não eram ferrovias e tampouco subterrâneas. De acordo com o abolicionista John Rankin, "era assim chamada porque aqueles que fizeram a passagem por ele desapareciam da vista do público tão realmente como se tivessem entrado no solo. Depois que os escravos fugitivos entravam em um depósito naquela estrada, nenhum vestígio deles era encontrado". Abolicionistas notórios dos Estados Unidos, como Harriet Tubman, Levi Coffin, John Brown e Moses Dickson, ajudaram milhares de escravos a fugir do sul escravagista até a liberdade do norte, em rotas perigosas e constantemente vigiadas. A maioria dos escravos fugiam sozinhos ou em grupos de no máximo três, via barco, carroça ou, como na maioria dos casos, a pé. No caminho, recebiam ajuda de escravos libertos, abolicionistas e brancos simpatizantes, que lhes forneciam abrigo e comida quando dava. Abolicionistas como Charles Turner Torrey, alugavam ou compravam cavalos e carroças para ajudar os fugitivos. O Canadá, um dos principais destinos, era referido pelos escravos como "a Terra prometida" e o Rio Ohio (a demarcação natural que separa o sul e o norte) era chamado de "o Rio Jordão". A maioria dos fugitivos eram homens e crianças eram desencorajadas a irem, já que não costumavam conseguir manter o silêncio no difícil caminho. Não havia mapa das rotas, para evitar que estas fossem descobertas, e a maioria dos caminhos era passado entre os escravos pelo boca a boca. O perigo da recaptura era altíssimo, com aqueles que eram recuperados pelos seus mestres sendo duramente punidos e os líderes das fugas eram comumente executados.

## Origem do nome
Eric Foner escreveu que o termo "talvez tenha sido usado pela primeira vez por um jornal de Washington em 1839, citando um jovem escravo que esperava escapar da escravidão através de uma ferrovia que 'foi subterrânea até Boston'". O Dr. Robert Clemens Smedley escreveu que, após as buscas fracassadas dos apanhadores de escravos e vestígios perdidos de fugitivos até o norte de Columbia, Pensilvânia, eles declararam perplexos que "deve haver uma ferrovia subterrânea em algum lugar", dando origem ao termo. Scott Shane escreveu que o primeiro uso documentado do termo foi em um artigo escrito por Thomas Smallwood na edição de 10 de agosto de 1842 do Tocsin of Liberty, um jornal abolicionista publicado em Albany. Ele também escreveu que o livro de 1879 Sketches in the History of the Underground Railroad disse que a frase foi mencionada em um artigo de jornal de Washington de 1839 e que o autor do livro disse 40 anos depois que ele havia citado o artigo de memória o mais próximo que podia.

## Contexto político
Para os escravos fugitivos que "rodeiam" a Underground Railroad, muitos deles consideravam o Canadá seu destino final. Estima-se que 30 000 a 40 000 deles se estabeleceram no Canadá, metade dos quais veio entre 1850 e 1860. Outros se estabeleceram em estados livres no norte. Milhares de processos judiciais para escravos fugitivos foram registrados entre a Guerra Revolucionária e a Guerra Civil. Sob o original Fugitive Slave Act de 1793, os funcionários dos estados livres eram obrigados a ajudar os proprietários de escravos ou seus agentes que recapturavam fugitivos, mas algumas legislaturas estaduais proibiram isso. A lei tornou mais fácil para os proprietários de escravos e apanhadores de escravos capturar afro-americanos e devolvê-los à escravidão, e em alguns casos permitiu que eles escravizassem negros livres. Também criou uma ânsia entre os abolicionistas de ajudar as pessoas escravizadas, resultando no crescimento das sociedades antiescravistas e da Underground Railroad.
 

Com forte lobby de políticos do Sul, o Compromisso de 1850 foi aprovado pelo Congresso após a Guerra Mexicano-Americana. Incluía uma Lei de Escravos Fugitivos mais rigorosa; Ostensivamente, o compromisso abordou os problemas regionais, obrigando os funcionários dos Estados livres a ajudar os apanhadores de escravos, concedendo-lhes imunidade para operar em Estados livres. Como a lei exigia documentação escassa para afirmar que uma pessoa era um fugitivo, os apanhadores de escravos também sequestravam negros livres, especialmente crianças, e os vendiam como escravos. Os políticos do sul muitas vezes exageravam o número de escravos fugidos e muitas vezes atribuíam essas fugas aos nortistas que interferiam com os direitos de propriedade do sul. A lei privou as pessoas suspeitas de serem escravas do direito de se defenderem em juízo, dificultando a comprovação da condição de livre. Alguns estados do Norte promulgaram leis de liberdade pessoal que tornaram ilegal para os funcionários públicos capturar ou aprisionar ex-escravos. A percepção de que os estados do Norte ignoravam as leis e regulamentos de escravos fugitivos foi uma das principais justificativas oferecidas para a secessão.